# Roger Mortimer, March 1. grófja
Roger Mortimer (1287 – 1330. november 29.), March 1. grófja, Írország helytartója.

## Élete
Edmund Mortimernek, Wigmore bárójának és Marguerite de Fiennes-nek legidősebb fia, a nyolcadik Wigmore báró. Annak az összeesküvésnek a vezére, amely megfosztotta trónjától II. Eduárd angol királyt. III. Eduárd kiskorúsága idején gyakorlatilag ő kormányozta Angliát mint Lord Protector Izabella királynéval együtt. III. Eduárd parancsára letartóztatták, a parlament elítélte, és Londonban a tyburni vesztőhelyen felakasztották.